# 荊宜道
荊宜道是清朝湖北省、中华民国初期湖北省设立的一个行政区。

## 历史沿革
清兵入關之後，1645年设分守上荆南道，驻荆州府，1667年裁撤。1669年复设，驻荆州府，管理荆州府、安陆府、德安府。1726年改为分守上荆南道管安荆德三府，按察使司副使衔。1728年改称荆州道，1735年，兼辖宜昌府、施南府，德安府归属武汉黄道、安陆府归属襄阳道。改称荊宜施道，驻荆州府，管理荆州府、宜昌府、施南府。1748年，为按察使司副使衔。1760年，为分巡上荆南道管理荊宜施地方兼理水利事，1783年监督荆州关钞。1877年，驻宜昌府，监督宜昌关税务。1898年驻沙市，监督沙市关。1905年，施南府属于施鶴道，改称荊宜道。
宣統退位後，民國2年（1913年）1月17日置荊宜施鶴道，旋改名鄂西道，道尹駐江陵縣（今湖北省荊州市荆州区），民國3年（1914年）5月23日改設荊南道。道尹為要缺，二等。駐宜昌縣（今湖北省宜昌市）。轄宜昌、江陵、公安、石首、監利、松滋、枝江、宜都、長陽、興山、巴東、五峰、秭歸、恩施、宣恩、建始、利川、來鳳、咸豐、鶴峰20縣。民國10年（1921年）8月改名荊宜道，駐所仍舊，轄區縮小，轄宜昌、江陵、公安、石首、監利、松滋、枝江、宜都、長陽、興山、巴東、五峰、秭歸、荊門、當陽、遠安16縣廢。民國15年（1926年）廢。